# ニカラグア

ニカラグア共和国
República de Nicaragua

国の標語：En Dios Confiamos
（スペイン語: 我々は神に託す）
国歌：Salve a ti, Nicaragua（スペイン語）
ニカラグア、汝に敬礼せん

ニカラグア共和国（ニカラグアきょうわこく、スペイン語: República de Nicaragua）、通称ニカラグアは、中央アメリカ中部にあるラテンアメリカの共和制国家。北西はホンジュラス、南はコスタリカと国境を接し、東はカリブ海、南西は太平洋に面している。また、カリブ海のコーン諸島、ミスキート諸島を領有する。首都はマナグア。
ニカラグアは狭義の中央アメリカで最も面積が広い国である。

## 国名

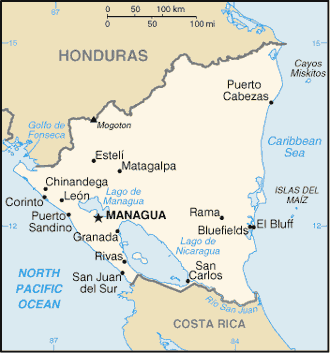

正式名称はスペイン語で、República de Nicaragua（[reˈpuβlika ðe nikaˈɾaɣwa] ( 音声ファイル) レプブリカ・デ・ニカラグア）。通称は、Nicaragua  発音。
公式の英語表記は、Republic of Nicaragua （米:[rɪˈpʌblɪk əv ˌnɪkəˈrɑːɡwə], 英:[ˌnɪkəˈræɡjuə] リパブリック・オブ・ニカラーグア/ニカラギュア）。通称は、Nicaragua。
日本語の表記は、ニカラグア共和国。通称、ニカラグア。ニカラグァ、ニカラグワと表記されることもある。
国名は現在のニカラグアの地に勢力を保っていた先住民の一つ、ニキラノ族の首長ニカラオがその由来となっているといわれている。

## 歴史

### 先コロンブス期
ヨーロッパ諸国によるアメリカ大陸の植民地化以前（先コロンブス期）、この地にはチブチャ系の諸族が居住していた。現在のニカラグアは北方からトルテカ族、アステカ族がやってくる中間点で、相互の影響により豊かな文化が形成され、美しい陶器や石像を今に残している。また、それゆえにアステカ帝国最南端の交易所があり、中米地峡の北と南を繋いでいた。

### スペイン植民地時代

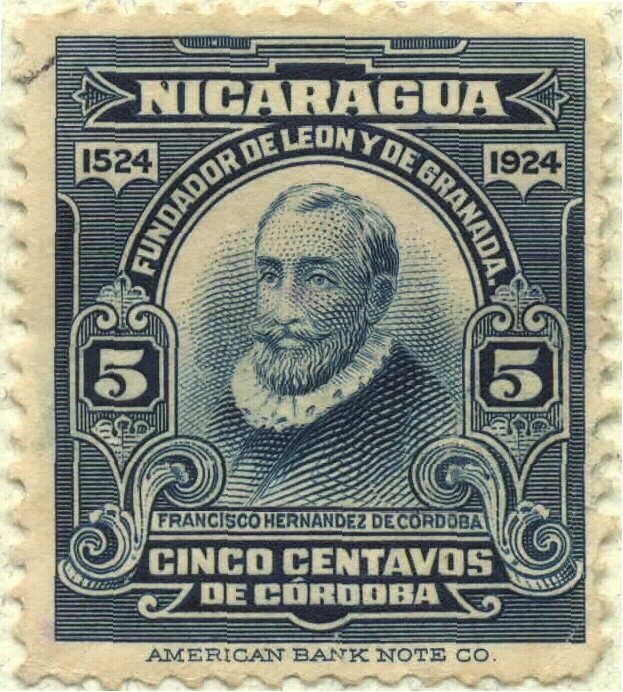
征服者、フランシスコ・エルナンデス・デ・コルドバ。

ヨーロッパ諸国、特にスペインによるアメリカ大陸の植民地化はニカラグアにも及んだ。1502年、クリストーバル・コロン（クリストファー・コロンブス）に「発見」されたニカラグアでは、インディヘナがキリスト教に集団改宗する事件などもあった。
中央部のニカラオカリ（現在のリバス付近）を本拠とするインディヘナのニキラノ族の首長ニカラオが侵略に立ち向かった。それゆえ、この地域一帯を総称しニカラグア（ニカラオの地）と呼ぶようになった。しかし、このようなインディヘナたちの抵抗にもかかわらず、スペイン人征服者のフランシスコ・エルナンデス・デ・コルドバ（その名は現行の通貨名ニカラグア・コルドバの由来となった）に征服され、以後ニカラグアは、他の周辺地域と同様に、スペインによる過酷な支配を受けることになった。
こうして植民地になったニカラグアでは、金鉱山やカカオ栽培などにインディヘナが奴隷として過酷な労役に使役され、ヨーロッパから天然痘などの疫病が伝播すると、虐殺や奴隷化の対象となったインディヘナの人口は絶滅に近いほど激減した。インディヘナがほぼ絶滅すると、代わりにアフリカ大陸から黒人奴隷が投入されるのも、ラテンアメリカの他地域と同様であった。その後、ヌエバ・エスパーニャ副王領の下のグアテマラ総督領の一部として管理下に置かれ、農業や牧畜業が営まれたが、ニカラグアは中米ではホンジュラスやコスタリカと並んで開発が立ち遅れた地域だった。また、植民地時代を通じて次第にメスティーソが増えていった。
スペインの影響力が発揮され続けた太平洋側とは異なり、植民地時代を通してカリブ海側はイギリス海賊の襲撃が相次ぎ、カリブ海側の先住民ミスキート族の王国、モスキート海岸はイギリス領ホンジュラス（現在のベリーズ）のようにイギリスの影響力が強まることになった。

### 植民地から独立国へ

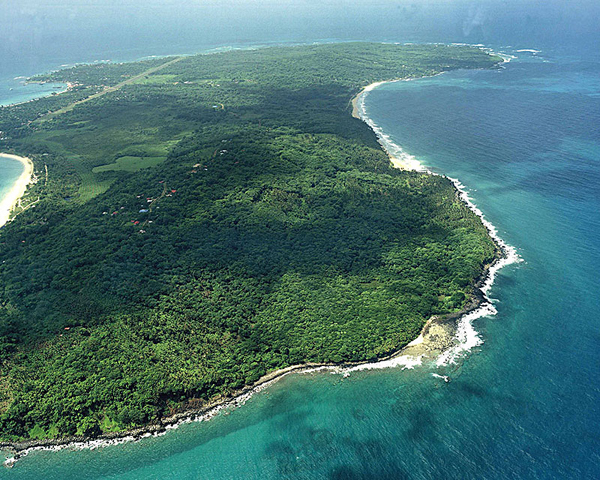
カリブ海に位置するコーン諸島は元々、モスキート海岸の残りと共にニカラグアに割譲されるまではイギリスの保護領だった。

19世紀前半にはインディアス植民地各地のクリオージョ達の間で独立の気運が高まった。1789年のフランス革命以来のヨーロッパの政治的混乱の中、ナポレオン戦争により1808年からスペイン本国では、フランス皇帝ナポレオン・ボナパルトがボルボン朝のフェルナンド7世を退位させ、兄のジョゼフをスペイン王ホセ1世として即位させると、それに反発する住民蜂起を契機にスペイン独立戦争が勃発した。インディアス植民地は偽王への忠誠を拒否した。1811年から独立闘争が本格化し、1821年9月15日にグアテマラ総督領が独立すると、ニカラグアもスペイン支配から解放された。中央アメリカ諸国は1821年9月16日に独立したアグスティン・デ・イトゥルビデ皇帝の第一次メキシコ帝国に併合された。

### 中央アメリカ連邦共和国（1823年 - 1839年）
1823年のメキシコ帝国の崩壊に伴い旧グアテマラ総監領の五州は中央アメリカ連合州として独立。1824年には中央アメリカ連邦が成立した。エルサルバドル出身のマヌエル・ホセ・アルセが中米連邦初代大統領となるが、独立後すぐに政治的混乱を起こした。フランシスコ・モラサンをはじめとする自由主義者のエルサルバドル派と、ラファエル・カレーラをはじめとする保守主義者のグアテマラ派の内戦のなかで、モラサン率いる政府軍がグアテマラの戦いで敗れると、1838年に中米連邦は崩壊した。

### 再独立とニカラグア国民戦争
中央アメリカ連邦が崩壊して再独立した後は、他のラテンアメリカ諸国と同じように自由党（PLN）と保守党（PC）の対立が先鋭化した。連邦崩壊後は自由主義派のレオンと保守主義派のグラナダの主導権争いが続き、両者が独自に大統領を擁立する中で中央政府はしばらく存在しなかったが、1853年にグラナダ出身の保守主義者フルート・チャモロが選挙によって大統領に就任すると、混乱はようやく収束したかに見えた。
しかし混乱は続き、1854年12月にアメリカ合衆国南部人で傭兵出身の冒険家ウィリアム・ウォーカーがニカラグア自由党の傭兵として上陸し、レオンの自由党とグラナダの保守党の内紛を利用して支配権を掌握した。ウォーカーは翌1856年6月、自らニカラグア大統領に就任した。アメリカ南部のテネシー州出身で環カリブ海帝国を建設しようとしていたウォーカーは、英語を公用語として強制し、既にニカラグアでは廃止されていた黒人奴隷制の復活を布告し、さらにはアメリカ合衆国人の土地取得を有利にする法律を制定した。中央アメリカ諸国はこの挙に対し一致団結して当たり、国民戦争が始まった。イギリスやバンダービルド財閥の支援を受けたコスタリカを主体とした中央アメリカ連合軍は、第二次リバスの戦いでウォーカー軍を破り、1857年にウォーカーは打倒された。先の国民戦争でウォーカーを招き入れてしまったことが仇になり、以後の自由党は暫く勢力を失い、その後しばらく保守党政権が続いた。

### 中央アメリカ大共和国（1896年 - 1898年）
1893年、自由党のホセ・サントス・セラヤが政権を握り進出を始めたアメリカ合衆国資本の援助を受けて鉄道建設などを実行した。1894年、セラヤはイギリス領だった大西洋側のモスキート海岸を合衆国の支持の下に併合し、ニカラグアは太平洋と大西洋の両方に面した国家となった。
またセラヤはニカラグアをグアテマラに代わって中央アメリカの指導的な国家にするために手を尽くし、エル・サルバドル、ホンジュラスと共に1896年には中央アメリカ大共和国を樹立するが、1898年にはこの国家は崩壊してしまった。その後、セラヤは独裁者として長期政権を維持するが、1909年、アメリカ政府を激怒させてしまい失脚することになった。

### アメリカ合衆国の進出（1909年 - 1933年）

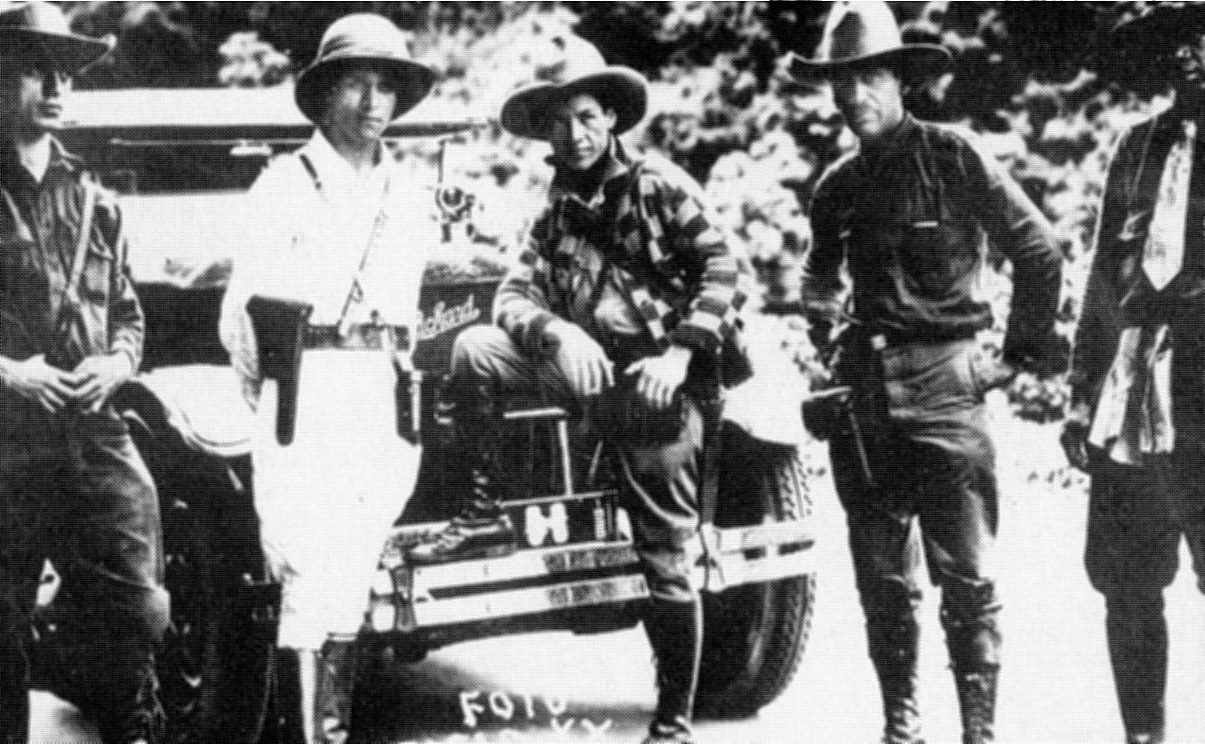
アメリカ海兵隊を撤退に追いやったアウグスト・セサル・サンディーノ（中央）。現在もニカラグアの国民的英雄となっている。

セラヤ失脚後は様々な政権が入れ替わり立ち替わりし、1914年アメリカ合衆国国務長官ウィリアム・ジェニングス・ブライアンはニカラグア駐米公使のエミリアーノ・チャモロ将軍との間で、ブライアン・チャモロ条約が署名された。
この条約はアメリカによる、運河建設の完全な永久権利と、運河建設予定地のフォンセカ湾にアメリカ海軍の基地建設と海軍の駐留及びカリブ海にあるコーン諸島の海軍基地としての使用と99年間の租借権の獲得である。さらに1916年にはアメリカがニカラグアに軍事介入出きる、新しい修正条項を加えたブライアン・チャモロ条約が正式に結ばれた。
ブライアン・チャモロ条約が結ばれるとようやく建国当時から中米地峡で大西洋と太平洋を結ぶ運河建設構想で、パナマ案と並んでの候補だった、ニカラグア案が正式に放棄されることになった。
1927年、自由党のホセ・マリア・モンカーダらが保守党のアドルフォ・ディアス政権に対して内戦を始めた。この内戦はすぐに停戦したが、停戦後再びアメリカ海兵隊が上陸してくると自由党軍のアウグスト・セサル・サンディーノ将軍だけは停戦に応じず、選挙監視を行うために駐留していたアメリカ海兵隊（占領軍）をニカラグア国民主権防衛軍で攻撃した（サンディーノ戦争）。サンディーノ戦争はラテンアメリカ諸国の支援を受けての、世界初の近代的なゲリラ戦争となった。アメリカ海兵隊は被害を恐れ、国家警備隊を養成し、海兵隊と共に国家警備隊がサンディーノ軍とジャングルの中でゲリラ戦を行うことになった。しかし、お互い決め手に欠けたまま時間だけが経ち、遂に選挙監視の任務が終わったこと、世界恐慌の影響でニカラグアに駐留する費用も惜しくなったことなどを原因に1933年、アメリカ海兵隊が撤退してサンディーノ戦争は終結した。
翌1934年、サンディーノは国家警備隊隊長アナスタシオ・ソモサ・ガルシアに暗殺され、1936年にソモサはクーデターを起こして大統領となった。こうして以降のニカラグアは1936年から1979年まで43年に及ぶソモサ王朝の支配が続くことになった。
なお、日本とは、1935年に堀義貴初代駐ニカラグア日本公使が着任し、正式に外交関係が成立した。

### ソモサ王朝（1936年 - 1979年）
1937年に大統領に就任したアナスタシオ・ソモサ・ガルシア（タチョ）は、傀儡大統領を据えて政治と国家を私物化し、国家警備隊を利用した純然たる力の政治が行われた。第二次世界大戦の間には「敵性国民」であることを理由にドイツ系地主の財産を没収して私財にするなどの一方で、大戦後には隣国のコスタリカと二度、ホンジュラスと一度紛争を起こすなど、中央アメリカにおけるニカラグアの影響力を拡大することに余念がなかった。
タチョが詩人に暗殺されると、長男のルイス・ソモサ・デバイレが後継者として実権を掌握した。ルイスは自由党（PLN）をコントロールして言論の自由の一部解禁や福祉の拡充を行うなど、形だけでもメキシコの制度的革命党（PRI）のような、PLNによる一党独裁体制の体裁をとっていたが、1967年に病死した。
後を継いだタチョの次男のアナスタシオ・ソモサ・デバイレ（タチート）は純然たる力の政治を目指し、国家警備隊による暴力を政権基盤として独裁を行った。
1970年にアメリカ政府との間で、1916年から発行されていたブライアン・チャモロ条約を廃止する協定を正式に行い、1971年にブライアン・チャモロ条約が廃止された。また条約で租借地としてアメリカが領有していたコーン諸島もニカラグアに返還された。
1972年にマナグア大地震により、首都マナグアが壊滅すると世界中からニカラグアへの義捐物資が送られたが、タチートはこれを全てソモサ一家とその関連企業の間で着服し、国民の不満は一層高まることになった。

### サンディニスタ革命とコントラ戦争
1936年から続いていたソモサ家独裁への反対は1972年のマナグア大地震へのソモサ政府の暴力的な対応により拡大を続けていったが、1978年1月に反体制派新聞『ラ・プレンサ』社長のペドロ・ホアキン・チャモロが政府によって暗殺されたことにより、国民の独裁政権への不満は頂点に達した。同年9月には第三の都市マタガルパが学生に占拠される。占拠は軍部の実力行使により解消されたが、同月からは全土でゼネラル・ストライキが発生して経済も混乱、国民が政府から離反する動きは不可逆的なものとなった。
1979年に入って武装蜂起したサンディニスタ民族解放戦線（FSLN。組織名は「サンディーノ主義」の意。1930年代にアメリカを撤退させたアウグスト・サンディーノにちなむ）は中道・左派の幅広い結集を受け、ラテンアメリカ諸国と国際社会を味方につけ、1979年7月19日アナスタシオ・ソモサ・デバイレ大統領は合衆国のマイアミに亡命し（第一次ニカラグア内戦）、43年間におよぶソモサ王朝は終焉した。
サンディニスタ革命はニカラグア固有の条件に起因した独自の革命であり、社会正義を実現するために遅れた部分を改革するというところから始まったものであった。このため、当初は非同盟政策、混合経済、複数政党制などの国造りを目標にして、キューバやソビエト連邦などの東側諸国から一線を画するつもりでいた。だが次第にアメリカ合衆国やソ連やサンディニスタや国内保守派の思惑が入り乱れ、これが第二次ニカラグア内戦へと繋がっていった。
サンディニスタ政権時代は、キューバやソ連などの社会主義諸国（東側諸国）との関係が緊密であった。1985年ダニエル・オルテガ大統領が初就任するもの、内戦の激化、ハイパーインフレなどにより経済低迷となり、国内は極度に混乱・疲弊した。

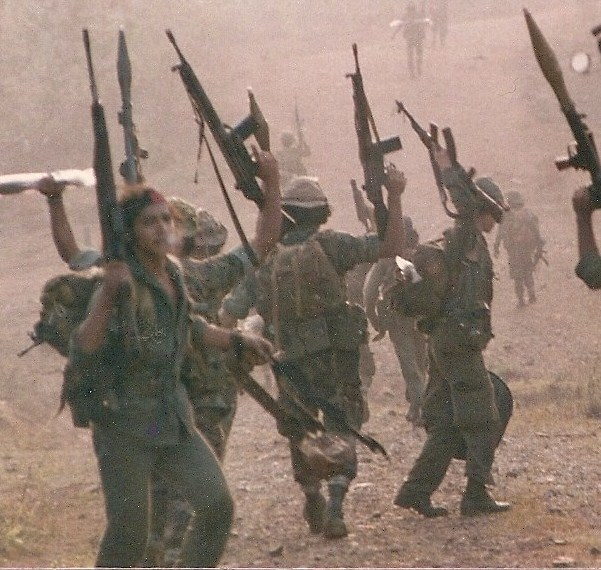
コントラの兵士（1987年）

「人権外交」を掲げたジミー・カーター米国大統領とは違って革命を敵視したロナルド・レーガン米国大統領は“自由で民主的な政権を作る”という名目の下、「エルサルバドル死守」を掲げて中央アメリカに介入を始めた（アメリカ帝国思想）。また、 オリバー・ノースが米国政府とは独立した支援活動を繰り広げるなど、水面下でのさまざまな暗躍が噂された。アメリカ合衆国は経済援助を停止し、CIAなど様々な組織を通じて、旧ソモサ軍の兵士や、エデン・パストラをはじめとするサンディニスタの反主流派、カリブ海のモスキート海岸の先住民、ミスキート族などを反政府勢力コントラに組織し、ニカラグアに第二次ニカラグア内戦を強いた。
1984年から1985年にかけて、革命政権「国家再建会議」から民政移管する形式がとられ、選挙によってサンディニスタ党首で再建会議議長のダニエル・オルテガが大統領となった。このオルテガ第一次政権は、ニカラグア国内の鉄道を撤収し、大規模な私有財産の接収を行った。
1986年6月、国際司法裁判所はアメリカの主張を全面的に退け「機雷封鎖、コントラ支援を含むニカラグアへの攻撃は、国連憲章をふくむ国際法に違反」とする判決を下すが（ニカラグア事件）、アメリカはコントラ支援をますますエスカレートさせる。11月、アメリカ合衆国のイランへの武器売却代金がニカラグアのコントラ・グループに流れていた事が発覚（イラン・コントラ事件）。この時アメリカ合衆国の手先となって支援資金の洗浄をしていたのは、アフガニスタンなどで反米武力闘争を行なっていたウサーマ・ビン・ラーディンの兄サーレム・ビン・ラーディンであった。

### 終戦、和平合意、その後のニカラグア
1987年の中米和平条約（Acuerdo de Esquipulas）の合意に沿って、1988年3月、政府と反政府勢力問の暫定停戦合意が成立した。1990年2月、国連による国際監視の下で大統領選挙を実施した。オルテガをはじめとするサンディニスタ幹部はこの選挙での勝利を予想していたが、サンディニスタは僅差で敗れ、国民野党連合 (UNO) のビオレータ・チャモロ候補が初の女性大統領に選出された。4月にチャモロ政権が発足。6月にはコントラが武装解除・解体完了を宣言する一方、国軍（それまで革命前の反政府武装勢力時代からの名称「サンディニスタ人民軍」を用いていたが、「ニカラグア軍」と改称した）が8万人から1万5千人に削減され、内戦は実質的に終結した。サンディニスタ内ではクーデターを起こして政権を確保しようとする動きもあったが、オルテガ大統領はこれを制し、無事民主的な政権交代が実施された。その一方でダニエルの弟ウンベルト・オルテガが国軍の最高司令官に留任するなど、サンディニスタと野党のお互いの妥協が認められた形となった。
チャモロ政権は対立していたアメリカとも関係修復するという全方位外交を展開した。
1996年10月20日に、大統領など選挙が行われ、自由同盟（AL、中道右派連合） から元ソモサの部下だったアルノルド・アレマン候補が当選した。1997年1月10日、アレマン新政権が発足する。同時にダニエル・オルテガの養女へのセクハラなど、FSLN幹部の汚職がスキャンダル化し、サンディニスタ革新運動（MRS）が分裂した。
2001年11月4日に行われた総選挙で、エンリケ・ボラーニョス前副大統領が選出、2002年1月10日にボラーニョス政権発足。前アレマン大統領の在任時の汚職疑惑が社会問題化する。2006年11月5日に行われた大統領選挙で、カトリック教会を味方につけ貧困撲滅を訴えた、FSLNのダニエル・オルテガ元大統領が16年ぶりに当選した。2007年1月10日にオルテガは大統領に就任した。
オルテガ政権は、国内の反対派弾圧や反米左派同盟である米州人民ボリバル同盟（ALBA）への参加などベネズエラやキューバ・イランやロシアとの関係強化している。米国との貿易関係自体は維持されているものの、オルテガ大統領は反米的言動をしている。
2011年11月6日、大統領選挙でオルテガ現大統領が再選した（ニカラグア中央選管が7日に発表）。開票率86％の段階で左派政党・サンディニスタ民族解放戦線（FSLN）のオルテガは約63％を獲得した。次点の右派政党・独立自由党（PLI）のファビオ・ガデア候補は約32％であった。

#### 2018年の抗議デモ
2018年4月18日、オルテガ大統領が憲法上の手続きを経ていない社会保険法改正を実施した。これに対して市民が猛反発したため大学生中心の抗議デモが各地で発生、多数の死傷者が発生する暴動に発展していった。4月22日に社会保険法改正令が取り消され、事態は一旦沈静化したものの5月中旬以降、反政府派の大学生への弾圧を機に暴動が再燃した。NGOによると、暴動による累計死者数は少なくとも285名となった。

### 略年表
- 1502年9月：クリストーバル・コロンが第4次航海でホンジュラスからニカラグア東海岸のココ川河口に上陸。
- 1520年ごろ：スペイン人による植民地化が活発になる。
- 1573年：グアテマラ総督領に編入。
- 1770年：スペインの植民地としてグアテマラ総督領に併合。
- 1811年：レオン・グラナダで反乱。独立運動が急速に発展。
- 1821年：独立宣言。その後メキシコ帝国に編入される。
- 1823年：中米諸州連合を結成。
- 1838年：中米連邦が分裂し、完全独立。
- 1855年：アメリカ人ウィリアム・ウォーカーが自らをニカラグア大統領と宣言。
- 1927年-1933年：サンディーノ戦争
- 1934年：アウグスト・セサル・サンディーノが暗殺される。
- 1936年：アナスタシオ・ソモサ・ガルシアが政権を掌握する。
- 1974年：民族解放戦線が「サンディニスタ民族解放戦線」に名称変更。
- 1972年：マナグア大地震（ニカラグア地震とも）が発生し、首都が壊滅する。全世界からの援助をアナスタシオ・ソモサ・デバイレ（ソモサ家次男、大統領）が着服。
- 1979年：サンディニスタ革命
- 1981年：アメリカのレーガン大統領が援助を停止。
- 1984年：総選挙でサンディニスタ政権が圧倒的支持を集める。
- 1985年：大統領選挙に基づくオルテガ政権の継続。アメリカのレーガン大統領はコントラを“自由の戦士”と表現して賞賛し、経済制裁を開始する。
- 1990年2月：大統領選挙
- 1990年4月：チャモロ政権が発足。
- 1997年1月：アレマン政権が発足。
- 2002年1月：ボラーニョス政権が発足。
- 2007年1月：ダニエル・オルテガ政権が発足。
- 2018年4月：社会保障制度改革に反対するデモが発生[10]。

## 政治

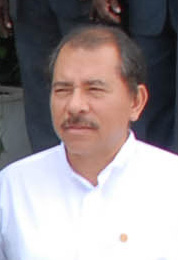
共同大統領ダニエル・オルテガ

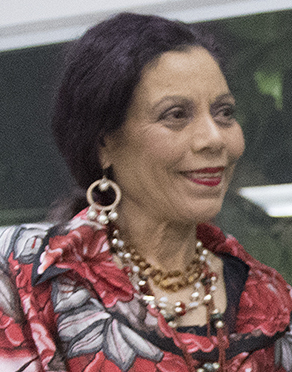
共同大統領ロサリオ・ムリージョ

政体は大統領を元首とする共和制国家であり、大統領は行政権を行使する。大統領候補は、副大統領候補と共に立候補し、国民（満16歳以上の男女）による直接選挙によって選ばれる。任期は6年（2025年1月30日に議会で承認された憲法改正による。それまでは5年）。
大統領の連続再選は従来禁止されていたが、2011年に現職のダニエル・オルテガ大統領が再選を果たした。憲法裁判所が「憲法が保障する法の下の平等に反する」として再選禁止規定を違憲としたため、オルテガの立候補と再選が可能となった。2014年には国会が大統領の再選禁止規定を撤廃する憲法改正案を可決し、施行された。2025年2月18日に施行された改正憲法により、夫人のロサリオ・ムリージョと共に共同大統領となった。
内戦中は解放の神学の神父が閣僚を務めたこともあった。現行憲法は1987年憲法である。
立法権は複数政党制の一院制議会（国民議会）によって担われており、議員数は92人で、任期は5年である。
司法権は最高裁判所によって担われている。
主な政党はサンディニスタ民族解放戦線、自由連合、サンディニスタ革新運動など。

### ダニエル・オルテガ
1936年から1979年まで親米ソモサ一家の独裁政治が続いた。反米左翼ゲリラであるサンディニスタ民族解放戦線（FSLN）を率いたダニエル・オルテガは1979年にソモサ一族による独裁政権を打倒したニカラグア革命を成功させたことで英雄扱いされ、1984年大統領に初当選。しかし、1990年の選挙で敗北し、その後に自由主義政党に取り入ることへの批判を受ながらも1999年自由主義政党と連携関係樹立で政権与党側となる。2006年11月に38%得票で大統領へ再当選・2007年1月の就任以降から独裁化、2014年には大統領再選禁止規定を撤廃し、2017年には夫人のムリージョを副大統領にした。2017年末に潤沢な石油資金で中南米の反米左派政権国家支援してきた社会主義国ベネズエラからの支援が、同国経済の悪化で停止。2018年の反政府デモへの武力鎮圧では300人以上が死亡するなど、強権的な独裁政治が「社会主義者が億万長者になった。」と批判される。2021年の大統領選で4期連続5回目の大統領に就任した。2018年以降だけでオルテガ政権による暴力のために10万8000人以上がニカラグアを離れ、そのうち9万人超が隣国のコスタリカに難民として移住した。反米（反帝）を掲げるオルテガ政権は同じく反米路線の国々（北朝鮮、ベネズエラ、キューバ、イラン）だけでなく、中華人民共和国やロシア連邦との関係を強化し、米国・EU諸国を厳しく批判している。

## 軍事
1927年にアメリカ合衆国によってそれまであった国軍は解体され、新たにアメリカ海兵隊の指導を受けた国家警備隊が設立された。国家警備隊はソモサ一家によるニカラグア支配を支える重要な装置となったが、国家警備隊も1979年のニカラグア革命によって解体された。その後革命政権によって新たに設立されたサンディニスタ人民軍と反革命傭兵軍コントラとの内戦が1980年代を通じて続けられ、内戦による兵力不足を補うために徴兵制も施行されたが、1988年の停戦合意後にサンディニスタ人民軍は大幅に削減され、1990年に名称もニカラグア軍に改名された。
ビオレタ・チャモロ政権時に徴兵制は廃止され、現在は志願兵制となっている。

## 国際関係
FSLN政権の樹立（2007年）後、反米を標榜するキューバ、ベネズエラ（ウゴ・チャベスおよびその後継者の政権）、エクアドルのラファエル・コレア政権、ボリビアのエボ・モラレス政権との友好関係が強化され、同年中に米州ボリバル代替統合構想（ALBA）に加盟している。2008年9月には、ロシア連邦に続いて、ジョージア北部のアブハジアと南オセチアの独立を承認した。
ニカラグアはパレスチナを承認しており、1985年に一時は国交を樹立した中華人民共和国と1990年に断交してから中華民国（台湾）を承認していたが、2021年に中華民国と断交して再び中華人民共和国と国交を樹立した。
米州機構加盟国であったが、2021年大統領選挙の公正性への批判に反発して、同年11月19日に脱退を通知。マナグアの米州機構事務所の閉鎖（翌年4月24日）を経て、2023年11月19日付で脱退した。
同年6月7日付の官報で、緊急事態に対応するためという理由で、ロシア連邦軍の駐留を7月から12月まで延長するほか、キューバ革命軍、メキシコ軍、ホンジュラス軍、グアテマラ軍、エルサルバドル軍、ドミニカ共和国軍、ベネズエラ軍、アメリカ軍の駐留を許可する大統領令を公表したが、アメリカ軍のみ「事前の計画と調整の上で」という条件付きである。米国や隣国コスタリカは警戒・反発しているが、大統領令ではロシア軍については230人と上限を設定して「人道支援の訓練」で80人、「麻薬密売や国際犯罪組織への対応」で50人と内訳を明記し、外国の軍事基地受け入れは否定している。

## 地方行政区分

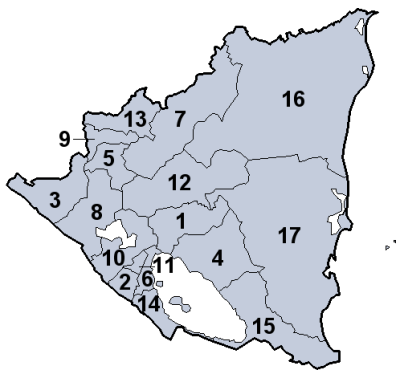
ニカラグアの県。

ニカラグアは15県 (departamento) と、大西洋側の先住民ミスキート族による2自治地域 (region autonomista)に分かれる。15の県は153のムニシピオ（municipios）によって分割される。北アトランティコ自治地域と南アトランティコ自治地域は、かつて単一のセラヤ県だったものが、1985年のサンディニスタ政権とミスキート族との和平成立により現在のように分割された自治区なった。2014年に北カリブ自治地域、南カリブ自治地域に名称変更。
1. ボアコ県（ボアコ）
2. カラソ県（ヒノテペ）
3. チナンデガ県（チナンデガ）
4. チョンタレス県（フイガルパ）
5. エステリ県（エステリ）
6. グラナダ県 （グラナダ）
7. ヒノテガ県（ヒノテガ）
8. レオン県（レオン）
9. マドリス県（ソモト）
10. マナグア県（マナグア、首都）
11. マサヤ県（マサヤ）
12. マタガルパ県（マタガルパ）
13. ヌエバ・セゴビア県（オコタル）
14. リバス県（リバス）
15. リオ・サン・フアン県（サン・カルロス）
16. 北カリブ自治地域（プエルト・カベサス）
17. 南カリブ自治地域（ブルーフィールズ）

### 主要都市
主要な都市はマナグア（首都）、レオンがある。

## 地理

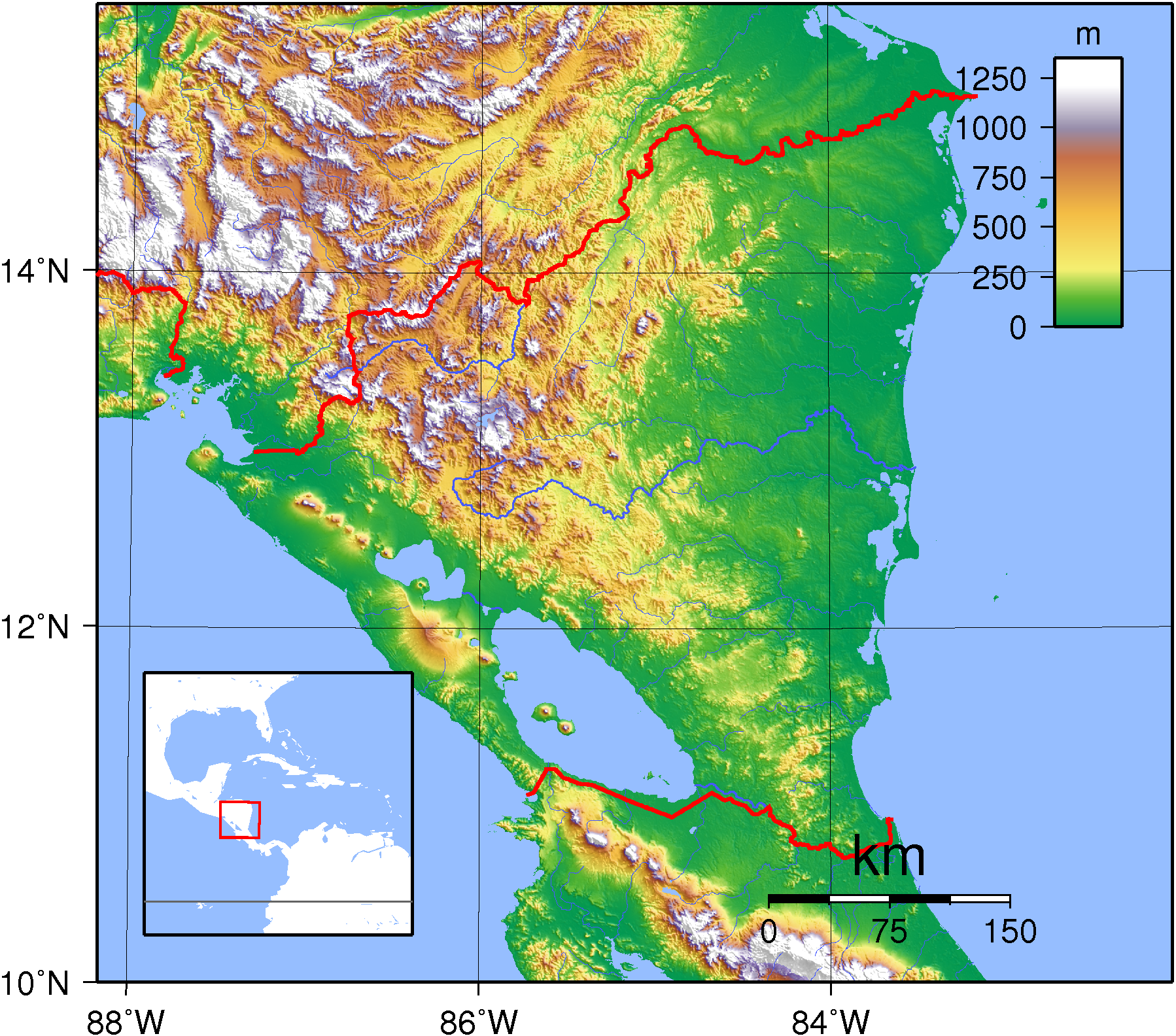
地形図

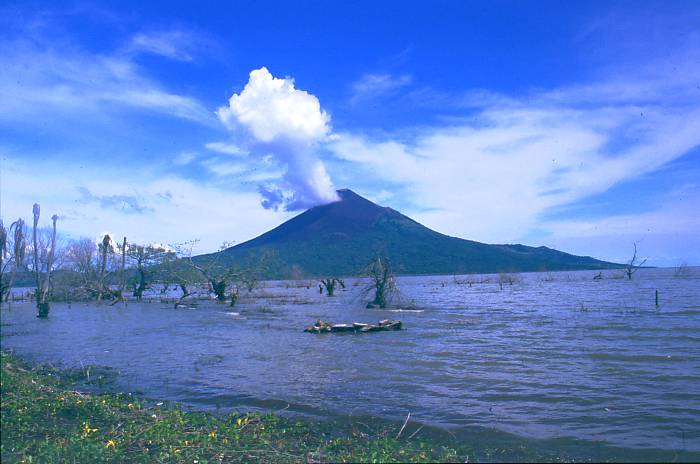
マナグア湖畔から望むモモトンボ火山

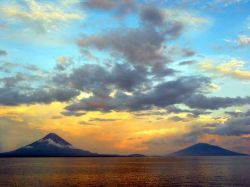
ニカラグア湖に浮かぶオメテペ島の火山

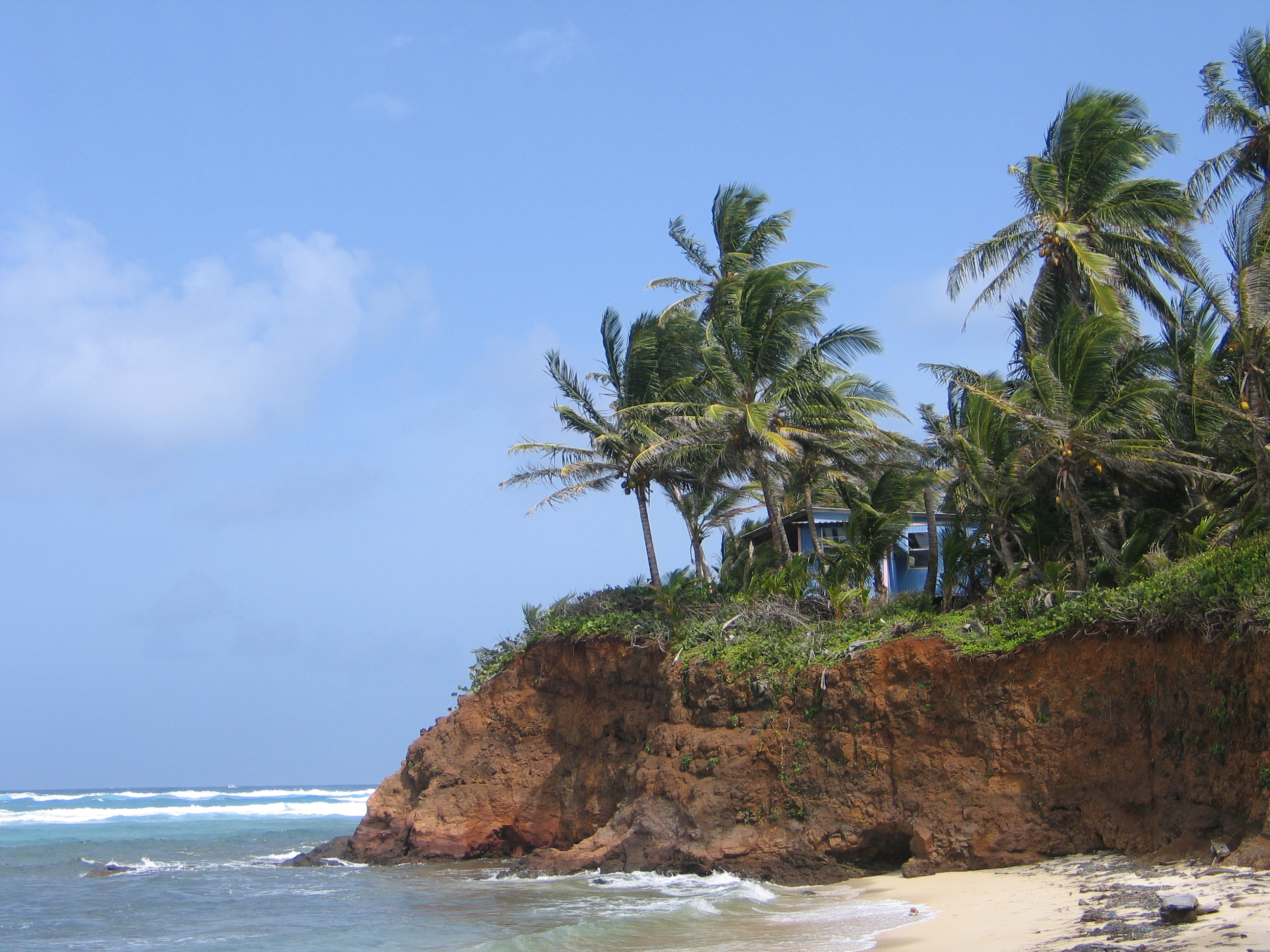
コーン諸島

地勢面ではモモトンボ火山が属する山岳地帯の標高は1,700メートル台、北部のホンジュラスとの国境の山岳地帯でも2,100メートル台に留まり、東西の海岸地帯は熱帯平野となっている。東海岸の中央部に湿地帯が広がり、一方、西海岸の中部はニカラグア湖が近い。カリブ海にはコーン諸島とミスキート諸島がある。

### 河川と湖
ニカラグア湖は中米最大の湖であり、独立当初からニカラグア湖と東西海岸部を結んで パナマ運河のようにカリブ海と太平洋を結ぶニカラグア運河を建設する構想があった。香港の資金を利用する計画を政府が承認して始動したが、現在は中断中とみられる。面積は8029平方キロメートル、最大深度70メートル（湖面標高32メートル）である。首都マナグアの北西にはマナグア湖が位置する。マナグア湖は工業化による環境汚染が著しくなっているが、マナグア湖から流れ出すティピタパ川がニカラグア湖に流れ込む。ニカラグア湖南東部からサン・フアン川がはじまり、カリブ海に河口が開く。ニカラグア湖には多数の火山性の島があり、湖内最大の島はオメテペ島である。

### 気候
ニカラグアは全土が熱帯性の気候に属するが、標高や地域によって差がある。ケッペンの気候区分によれば、西海岸はサバナ気候、東海岸は乾季の無い熱帯雨林気候に属する。また、国土中央の山岳部は温暖湿潤気候に属する。
西海岸では、雨季は5月から10月、乾季は11月から4月であり、高温多湿な気候である。一方で、北部山岳地帯では年間を通して過ごしやすい気候が続く。
首都マナグアの年間平均降水量は1,358ミリメートルであり、特に雨季は高温多湿となっている。

## 経済

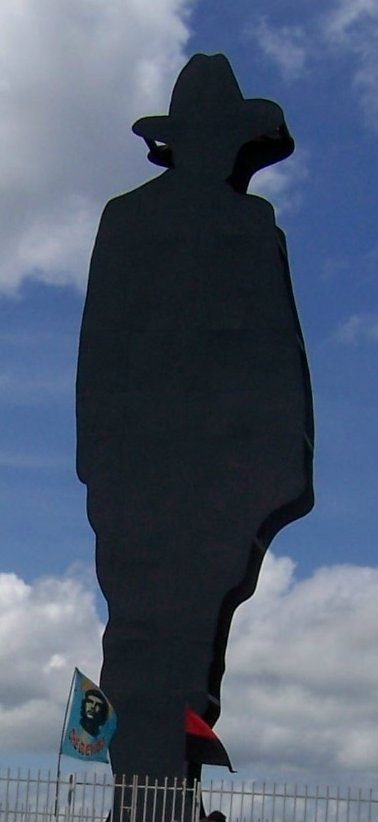
首都マナグアに聳えるアウグスト・セサル・サンディーノ将軍のトタンで出来た像。足元には、チェ・ゲバラが描かれた旗が舞っている。

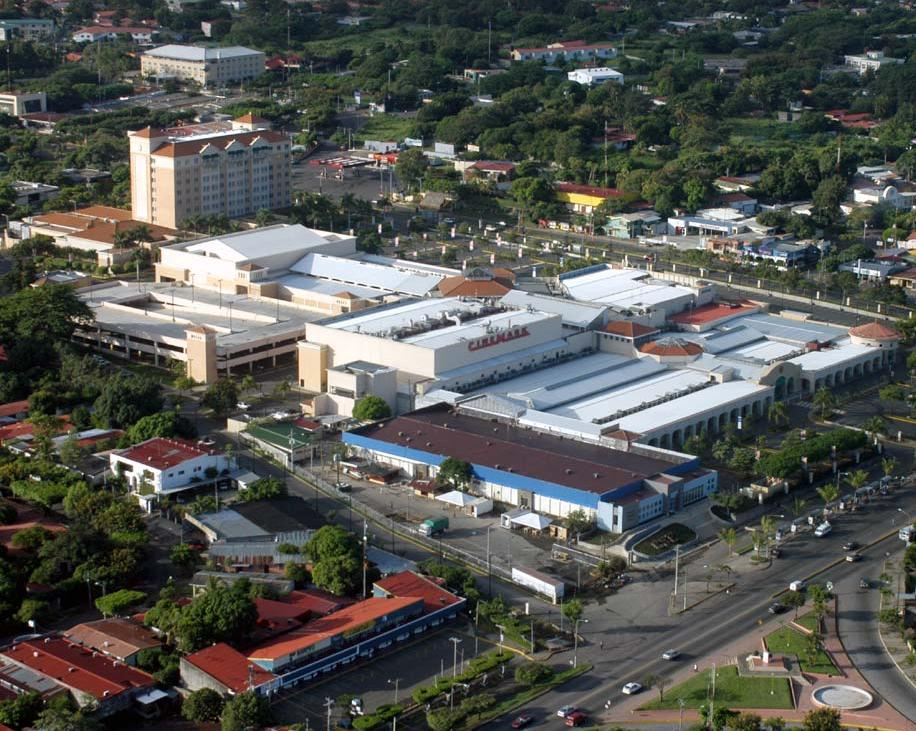
首都マナグアのショッピングセンター

労働人口の40%以上が第一次産業に従事しており、主要産業はコーヒー、バナナ、サトウキビ、牛肉、葉巻など。北部山岳地帯のマタガルパ県、ヒノテガ県でコーヒー栽培が盛んである。近年は日本にも豆の輸出があるものの、コスタリカ産、グアテマラ産のそれには及ばない。北西部ではサトウキビの栽培やエビの養殖が行われている。ニカラグア産の葉巻とラム酒"Flor de Can-a"はキューバ産にも劣らない高級品とされる。
南西部の太平洋岸では観光業やリゾート不動産業の進展が著しい。

### 観光
ニカラグアの観光産業は近年急速に発展している。ニカラグアにはメキシコ、グアテマラ、エルサルバドル、ホンジュラス、ベリーズのようなマヤ文明の遺跡は存在しないが、代表的な観光地としてはマナグア、レオン、グラナダ、オメテペ島、サン・フアン・デル・スール、コーン諸島などが挙げられ、近年はエコツアーも発展している。首都マナグアのルベン・ダリオ劇場、文化宮殿、サンディーノのトタンで出来た黒い像などが観光名所として有名であり、毎年4月にカルナバルが行われる。

### 産業
電力の76%が火力発電によって賄われており、その燃料となる石油は輸入頼みであるため、発電コストの上昇が課題となっている。2013年の円借款などにより水力発電やCFLへの転換を進める。また、電力価格の上昇により、省エネ製品への関心が高いという。

## 国民

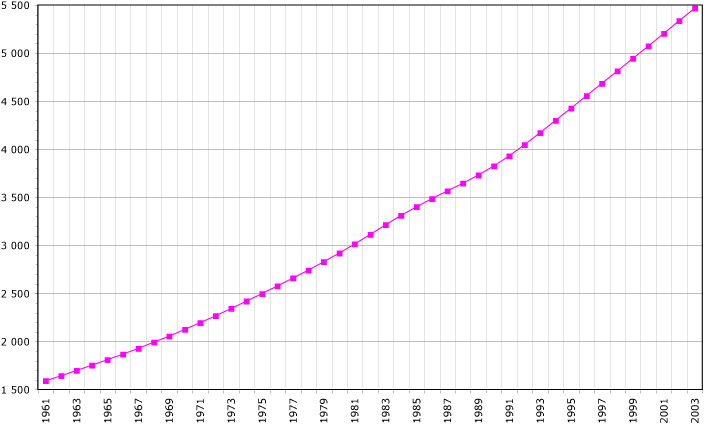
1961年から2003年までのニカラグアの人口動態グラフ。

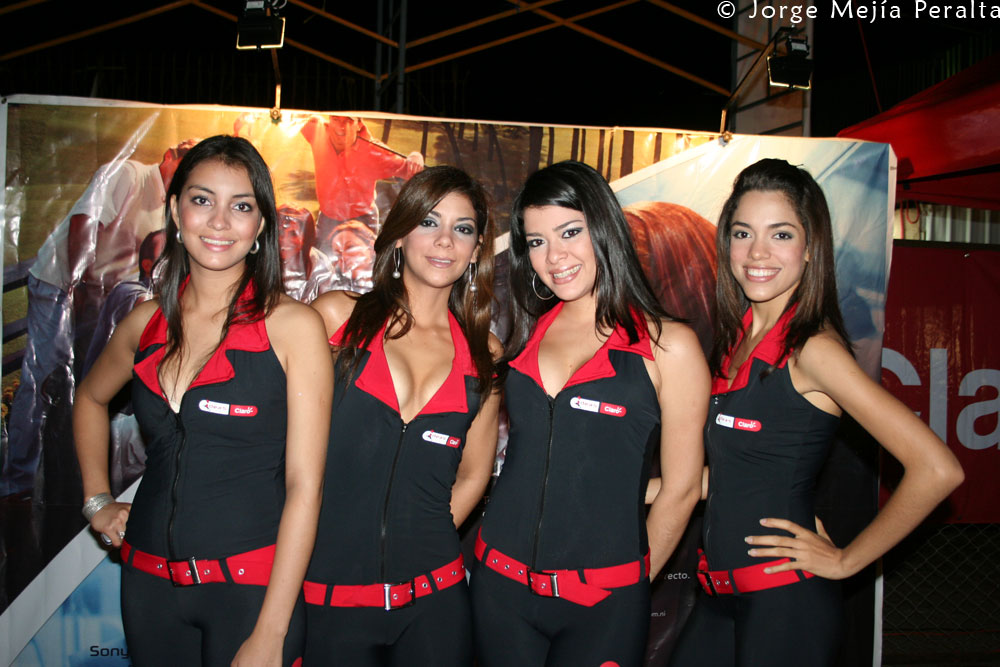
マナグアのニカラグア女性。

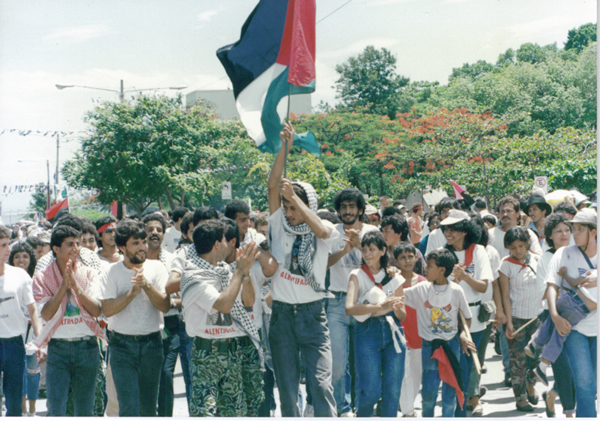
パレスチナ系ニカラグア人の行進。

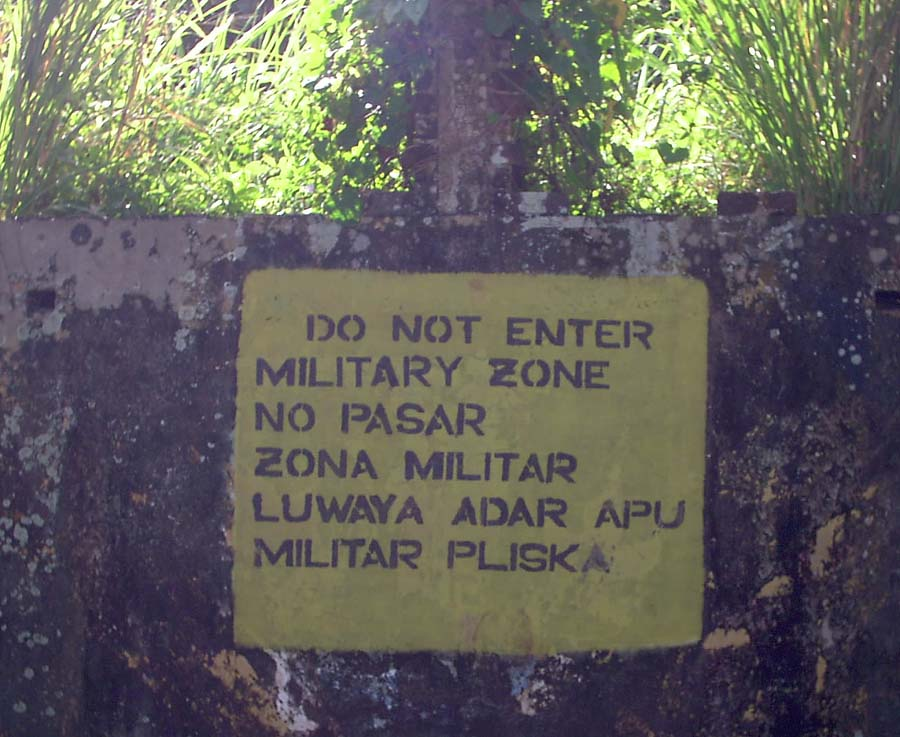
大西洋側ミスキート族自治区ブルーフィールズの標識。上段が英語、中央がスペイン語、下段がミスキート語になっている。

人種構成は、メスティーソ69%、白人17%、黒人9%、インディヘナ諸部族が5%となっている。
アフリカ系ニカラグア人とインディヘナはカリブ海側に集中しており、アフリカ系の先祖にはジャマイカから労働者として流入した者もいる。インディヘナの主な部族としては、ミスキート族、スモ族、ラマ族、ガリフナ族などが挙げられる。
19世紀から20世紀にかけてニカラグアにはヨーロッパから移民が流入した。ドイツ人、イタリア人、スペイン人、フランス人、ベルギー人移民などがヒノテガやエステリなどの太平洋側諸県に流入し、その地でコーヒーや砂糖、出版に携わった。その他にも中東からシリア人、レバノン人、パレスチナ人（パレスチナ系ニカラグア人）、ユダヤ人が流入し、東アジアからも中国人（華人）や台湾人、日本人の移民もあった。
内戦中に多くのニカラグア人が国外に流出した。

### 人口
2004年の人口は約535万人であり、人口の80%以上が西部太平洋側のマナグア、レオン、グラナダ、マサヤなどに集中している。カリブ海側は人口密度が薄い。

### 言語
第二次ニカラグア内戦中に憲法が改正され、先住民族は母語で教育を受ける権利を有する。スペイン語が公用語であるが、カリブ海側の旧英領の影響を受けたモスキート海岸ではミスキート族の話す英語（クレオール英語）とミスキート語も話されている。ニカラグアのスペイン語はトゥセオ（tuseo）よりもボセオ（voseo）を用いる。その他に、移民によって中国語やアラビア語、ドイツ語、イタリア語なども話されている。またニカラグアで使われているニカラグア手話は歴史上初めて、学者達が発生の瞬間を目撃した言語として知られている。

### 宗教
宗教は、キリスト教カトリックが58.5%、他には福音派 プロテスタント 23.2%、末日聖徒イエス・キリスト教会 1.9%、その他2.6％。15.7％が宗教を持っていない（2005年国勢調査）。

### 教育
内戦中に革命政権がキューバ政府の支援や、ブラジルのパウロ・フレイレの理論を取り入れて行った識字運動により、ソモサ王朝時代までは50%程だった識字率は80%を超えるまでに改善したものの、内戦の混乱や経済の崩壊の中で再び公教育も大きな打撃を受けた。2003年の推計によれば15歳以上の国民の識字率は67.5%である。
主な高等教育機関としてはニカラグア国立自治大学（1812年～）、中米大学（1961年～）、ニカラグア工科大学（1967年～）などが挙げられる。

### 治安
中米の中では治安が良いとはいえ、街角で警察官やガードマンが機関銃や散弾銃を持って警備している状況が日常的であり、治安は深刻である。2014年上半期の犯罪は、殺人 593件、強盗・恐喝 2,312件、強姦・強制わいせつ 1,836件で、発生件数は前年同期比で横ばいとなっているが、薬物犯罪は前年同期比15.2%増と増加傾向にある。
全体の犯罪発生件数の4割強が首都マナグアで発生しており、次にマタガルパ県、ヒノテガ県、南大西洋自治区の順になっている。ホンジュラスとの国境沿いの山岳地帯では麻薬組織と警察・軍隊の銃撃戦が多発する他、山賊が現れるという。また、パンディージャ(Pandilla)と呼ばれる少年犯罪集団による犯罪も横行している。

## 文化

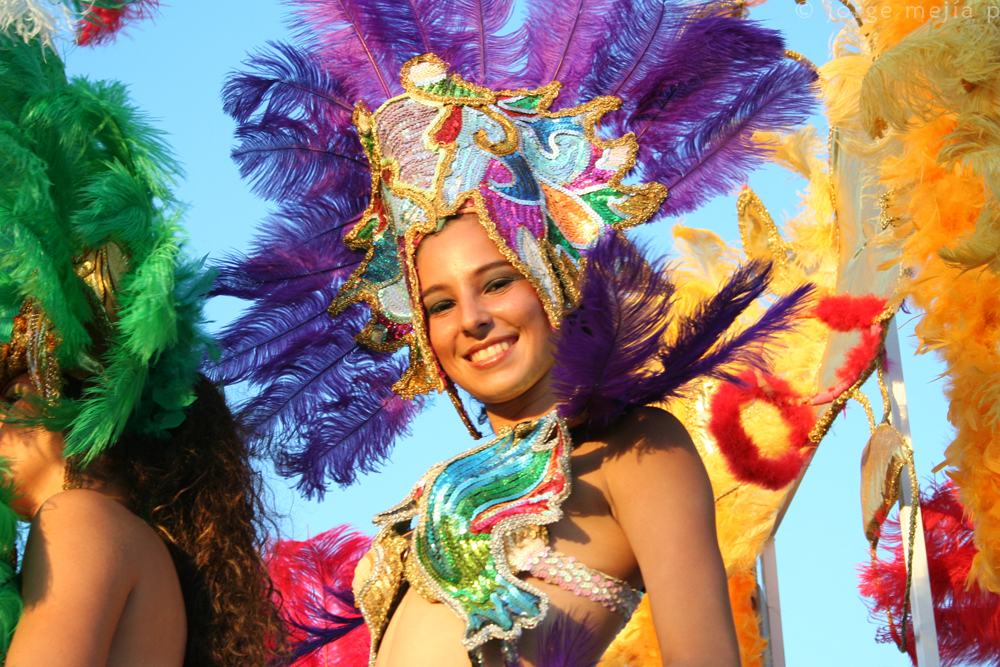
一年を祝う「マナグアのカルナバル」

ニカラグアの文化は、基本的にインディヘナの文化とスペインの文化の融合によって成立しているが、カリブ海側のミスキート族など、英語を話すアフリカ系の人々の文化的な影響も大きい。

### 文学

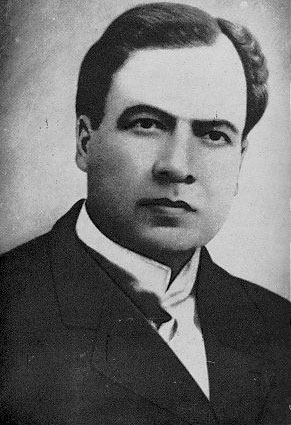
スペイン語圏最高峰の詩人であるルベン・ダリオ

ニカラグアの文学は先住民の口承文学にルーツを持っていたが、スペイン人の征服後はスペイン語によって表現されることになった。
ニカラグア文学においては詩が大きな存在感を持つ。決して欠かせない存在として、19世紀のラテンアメリカ文学全体に大きな影響を与えたモデルニスモを代表する大詩人にして、スペイン語圏最高峰の詩人として知られるルベン・ダリオが挙げられる。その他の詩人としては、フランシスコ・キニョネス・スンジン、パブロ・アントニオ・クアドラ、エルネスト・カルデナルなどが、小説家としてはセルヒオ・ラミレスが挙げられる。

### 音楽
パロ・デ・マーヨなどのフォルクローレがあり、民俗音楽においてはアフリカ伝来のマリンバが用いられる。カリブ海側にはガリフナ族のコミュニティもあり、彼等の音楽はプンタと呼ばれている。米国ニューヨーク生まれのサルサも人気である。
著名な音楽家としては、フォルクローレのカルロス・メヒア＝ゴドイとルイス・エンリケ・メヒア＝ゴドイのメヒア＝ゴドイ兄弟、ノルマ・エレーナ・ガデア、サルバドール・カルデナルらが、ニカラグアにおけるヌエバ・カンシオンの担い手として挙げられ、また、サルサにおいては米国マイアミで活躍するルイス・エンリケ・メヒア・ロペスが挙げられる。

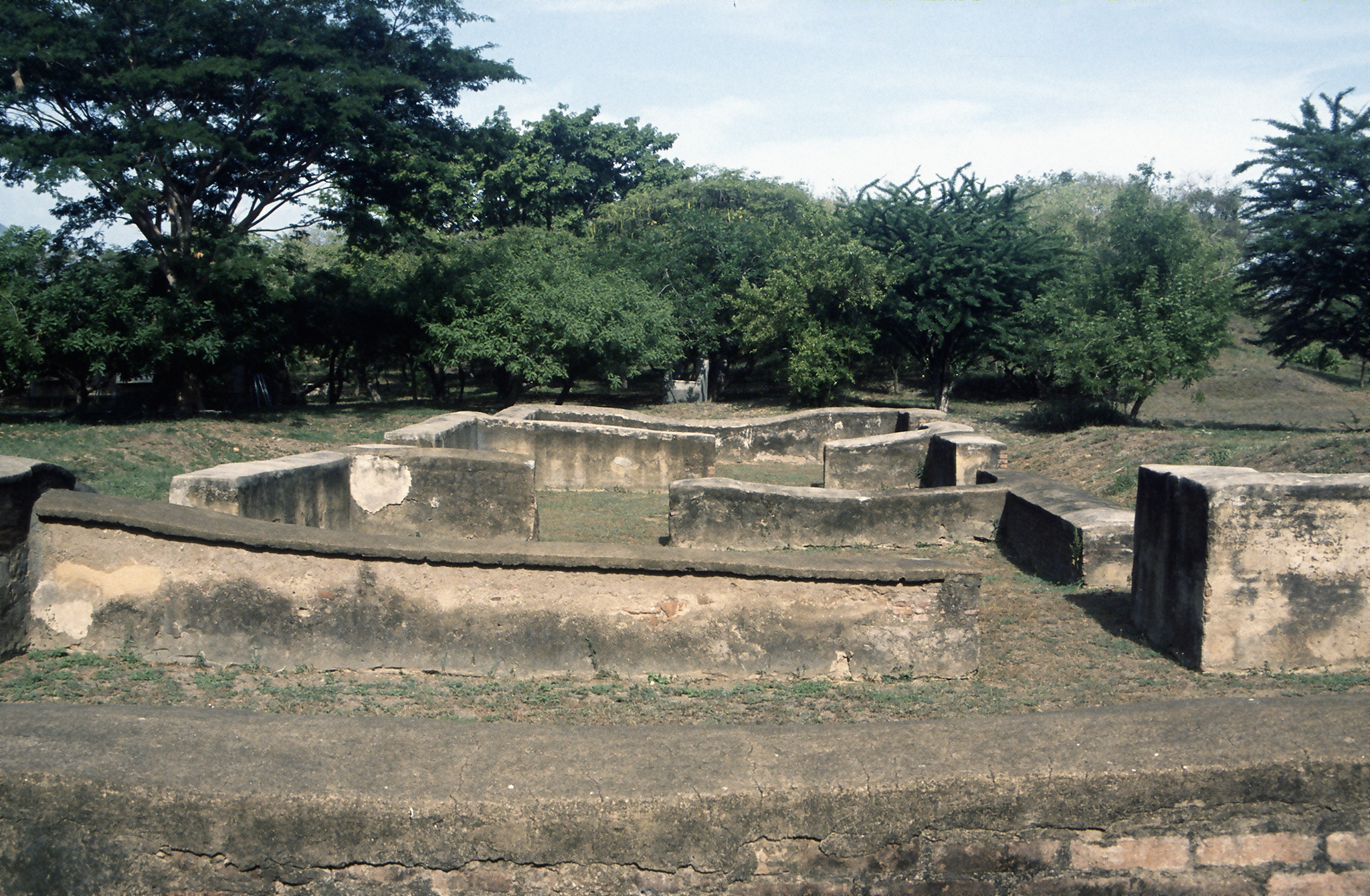
レオン・ビエホ遺跡群（2000年、文化遺産）

### 世界遺産
ニカラグア国内には、ユネスコの世界遺産リストに登録された文化遺産が2件存在する。

### 祝祭日
| 日付              | 日本語表記                        | 現地語表記                      | 備考 |
| ----------------- | --------------------------------- | ------------------------------- | ---- |
| 1月1日            | 元日                              | Año nuevo                       |      |
| 2月1日            | 空軍記念日                        | Día de la Aviacion Militar      |      |
| 3月から4月        | 聖週間                            | Semana Santa                    |      |
| 4月11日           | リバス戦勝記念日                  | Día de Juan Santamaría          |      |
| 5月1日            | メーデー                          | Día de los trabajadores         |      |
| 5月27日           | 陸軍記念日                        | Día del Ejército                |      |
| 7月19日           | 革命記念日                        | Día de la Revolución            |      |
| 8月15日           | 母の日                            | Día de la Madre                 |      |
| 8月1日から8月10日 | サント・ドミンゴ （マナグアのみ） | Santo Domingo                   |      |
| 9月14日           | サン・ハシント戦勝記念日          | Día de la Btalla de San Jacinto |      |
| 9月15日           | 独立記念日                        | Dia de la Independencia         |      |
| 10月12日          | インディヘナの抵抗の日            | Día de la Resistencia Indígena  |      |
| 11月8日           | 死者の日                          | Día de los Muertos              |      |
| 12月8日           | 無原罪の聖母                      | Inmaculada Concepción           |      |
| 12月25日          | クリスマス                        | Día de la familia               |      |
| 12月31日          | 大晦日                            | Fin de año                      |      |

### スポーツ
ニカラグアは、オリンピックには1968年メキシコシティー大会で初出場を果たしており、夏季オリンピックには1988年ソウル大会を除いて毎回出場している。しかし冬季オリンピックには1度も出場したことがなく、さらに2021年東京大会までにメダルを獲得したニカラグア人選手は1人もいない。ニカラグアの国内オリンピック委員会は1959年に設立され、同年に国際オリンピック委員会（IOC）にも承認されている。
ボクシング
ニカラグア国内ではボクシングが非常に盛んであり、3階級制覇を果たしたアレクシス・アルゲリョや、4階級制覇を果たしたローマン・ゴンサレス、元WBA世界ライト級王者のホセ・アルファロなど、多数の世界チャンピオンを輩出している。
野球
ニカラグアで最も人気のスポーツは野球である。MLBにも有名選手を輩出しており、エバース・カブレラや日本でもプレーしたビセンテ・パディーヤなどがいる。最も注目すべきはニカラグア出身の野球選手として初めてMLBでプレーしたデニス・マルティネスである。1991年には対ロサンゼルス・ドジャース戦で、彼は完全試合を行った最初のラテンアメリカ出身の投手で、MLB史上13人目の投手となった。
野球ニカラグア代表は1996年アトランタオリンピックにて4位入賞を果たした。IBAFワールドカップには第2回からの全30回出場し、準優勝5度。ワールド・ベースボール・クラシックには2013年の第3回より予選に参加し、2023年の第5回で本大会初出場を果たした。
サッカー
ニカラグアではサッカーも盛んであり、1933年にサッカーリーグの『プリメーラ・ディビジョン・デ・ニカラグア』が創設されている。ニカラグアサッカー協会によって構成されるサッカーニカラグア代表は、首都・マナグアにあるニカラグア・ナショナル・フットボールスタジアムを本拠地としている。これまでFIFAワールドカップには未出場であるが、CONCACAFゴールドカップへは5度の出場歴をもつ。
CONCACAFネーションズリーグでは、2022-23シーズンはリーグBに属している。ニカラグア人の代表的なサッカー選手としては、フアン・ラモン・バレラ・ペレスが挙げられる。彼は代表チームの最多得点者であり、キャプテンも務めた。
バスケットボール
ニカラグアでは近年バスケットボールも人気が上昇している。2018年にはプロリーグである『LSBニカラグア』が発足された。
バスケットボールニカラグア代表はオリンピック、ワールドカップ、アメリカップには未出場であるが、2012年に中米選手権出場を果たし、2017年の中央アメリカ競技大会で銀メダルを獲得した。2025年アメリカップでは開催国に選ばれた。
ノーチャド・オミエはニカラグア出身のバスケットボール選手として初めてNCAAディビジョンI出場を果たした。

## 著名な出身者
- アウグスト・セサル・サンディーノ - 革命家
- ダニエル・オルテガ - 政治家
- エデン・パストラ - 政治家
- ルベン・ダリオ - 詩人
- ジョコンダ・ベッリ - 詩人
- アレクシス・アルゲリョ - プロボクサー
- ホセ・アルファロ - プロボクサー